# 戴鲸
戴鲸（1481年—1567年），字時霖，號南江，浙江宁波府鄞县人，明朝政治人物、学者，同進士出身。

## 生平
正德十一年（1516年）丙子科浙江乡试第五十一名举人，與弟戴鱀同榜。嘉靖二年（1523年）登癸未科进士，任广东番禺县知县。历任工部、南京刑部员外郎。升南京刑部署郎中，嘉靖十一年（1532年）七月升江西按察司佥事。谪任邓州通判，终福建布政司左参议。致仕归乡后致力于学术著述。

## 家族
曾祖戴钟，封承德郎、府通判。祖父戴浩，永乐举人，曾任雷州府、永州府知府，官至陕西巩昌府知府，進階亞中大夫。父戴槚，为儒学教谕，封奉直大夫、南京刑部员外郎，加四品服。母杜氏，封宜人。戴鲸與兄戴鰲、弟戴鱀、戴䲀俱登黃甲，为明朝罕有的“一门兄弟四进士”。

## 著作
- 《四明志征》
- 《四明文献录》
- 《闽广集》
- 《东白楼稿》